# Axone (tablette)
Pour les articles homonymes, voir Axone (homonymie).
Un axone, du latin axôn provenant du grec ἄξων, est une longue pièce faite de bois comportant quatre faces, comprise dans une structure de forme allongée mesurant la taille d'un homme, dont il est possible de faire pivoter afin de consulter les différentes faces. Cette grande tablette de bois est datée des VIIe et VIe siècles av. J.-C., sa principale fonction était d'accueillir des inscriptions, plus précisément les décrets de Solon et de Dracon, réalisés à Athènes. 

## Histoire
Les sources indiquent principalement leur présence entre le VIIe et le Ve siècle av. J.-C., bien qu'aucune trace archéologique n'aie été encore retrouvée, les axones sont mentionnés dans d'autres sources écrites, on les retrouve bien souvent accompagnés des kyrbeis, d’autres stèles en pierre ou en bronze érigées pour recevoir les textes de Solon et de Dracon, et parfois des textes religieux. Ils sont en lien direct avec la naissance de la démocratie à Athènes, Solon étant considéré comme le fondateur de la démocratie athénienne ainsi par l'inscription de ses lois sur ce même support et de leur application dans la cité, l'axone fait partie de l'histoire de la démocratie.
Les axones sont dans un premier temps placés sur l’Agora afin d’être visibles aux yeux des citoyens Athéniens, en effet étant ainsi exposés, les citoyens avaient la possibilité de se référer aux textes de lois qui étaient numérotés sur les planches de bois. Cette numérotation aidait à la citation des lois à l’oral sur la place publique.
Il est possible de retrouver plusieurs axones sur une même stèle dans le but de recopier une loi ou un autre texte officiel si la cité en ressent le besoin, ces textes étaient par la suite appliqués par l’archonte.
Les lois de Dracon et de Solon sont promulguées au fur et à mesure, débutant à l’époque de Dracon. Elles sont conservées dans différents lieux selon le sujet traité jusqu’au Ve siècle avant que les nagrapheis ne les inscrivent sur des axones. Ces derniers étaient chargés de la réécriture des lois de la cité. Cette nouvelle inscription sur les axones avait pour but de régler une confusion causée par le système juridique précédent et elles sont par la suite conservées dans le Mètrôon (dédié à la Mère des dieux, sur l’Agora). Ainsi, la première loi à être réinscrite sur les axones fut la loi sur l’homicide de Dracon.

## Forme
De nombreuses sources s'accordent sur la forme des axones. Ils sont décrits comme ayant quatre côtés mesurant la taille d'un homme, cependant ces sources ne permettent pas de savoir si l'axone était un objet à quatre faces ou une planche en bois. En effet le mot grec désignant l'objet étant tetragona, littéralement "à quatre angles", désigne autant l'un que l'autre. Outre cela, l'axone était décrit comme mobile et incrusté dans un cadre, le tout étant en bois.

## Controverse
Selon Bury « Ces tablettes étaient conservées dans la salle publique. Mais des copies étaient faites sur des piliers de pierre, appelés dans la vieille langue attique kyrbeis, et conservées dans le portique du roi ».
Les axones avaient donc pour principale fonction la consultation et non l'exposition comme cela est attesté pour sa forme pérenne : le kyrbeis. Bien que de nombreux descriptifs concernant ces deux supports, aucune affirmation ne peut se faire concernant la nature de l’objet ou encore si ces derniers sont des stèles distinctes ou une seule et même stèle. Les auteurs lexicographes et scholiastes de l’Antiquité donnent eux aussi des descriptions qui ne concordent pas. En effet il est possible que les citoyens soient tellement habitués à voir les stèles, savoir ce qu’elles étaient et leurs fonctions, qu’ils ne prirent pas la peine de les décrire. Ainsi chacun en fait sa propre description, avec des différences perçues par chacun. Cependant, une distinction officielle est faite par les historiens, c’est la fonction de la stèle, l’axone était la copie officielle de la loi conservé dans un lieu clos, tandis que le kyrbéis était une copie publique placée sur la Stoa Basileios.
Charles Gilliard pensait qu'il était probable que les axones soloniens s'étaient détériorés avec le temps, ou qu'ils avaient été supprimés au moment des réformes de Clisthène de 508-507 av. J.-C., et qu’ils furent remplacés par des stèles en matériau plus pérenne : les kyrbeis. Par la suite, ils sont eux aussi détruits à la fin du Ve siècle lorsque Nicomaque (en) réinscrit les lois après la mise à sac des Perses à Athènes. De nombreuses recherches ont été menées, cependant, peu de sources et de témoignages nous sont laissés afin de nous permettre de dissocier précisément axones de kyrbeis. C’est pourquoi de nombreux chercheurs apportent leurs hypothèses et leur point de vue sur la question.
Pour Felix Jacoby, Antony Andrewes (en) et Peter John Rhodes (en), les deux termes d’axone et de kyrbeis désignent la même stèle mais à deux périodes différentes, le kyrbeis étant le terme archaïque de l’objet et l’axone le terme classique.
Jeffrey a, quant à elle, cherché l’étymologie du mot kyrbeis afin de comprendre la provenance de la stèle et de sa création. Elle émet l’hypothèse, que le mot kur est un terme générique qui désigne avec confusion d'autres objets tels que les axones, les sanides et les pinakes ou deltoi de bronze (deux formes de tablettes d'écriture).
Enfin, Eberhard Ruschenbusch (de) considère que les lois les mieux attestées sont celles qui furent numérotées, les axones couvraient selon lui un domaine juridique si large qu’ils ont pu constituer un code complet, qui selon les auteurs antiques, le rédacteur fut Solon, car cela a été rédigé avant 530 av. J.-C. Pour lui, l'axone et le kyrbeis étaient deux parties d'un même appareil et les mots pouvaient donc souvent être utilisés comme synonymes. Ronald Stroud complète les recherches avec une analyse plus approfondie des preuves apportées. Il soutient les descriptions respectives des axones en bois et des kyrbeis dans un matériau plus dur comme la pierre ou le bronze, de plus il confirme l’idée qu'à la suite de la détérioration des axones, les lois furent inscrites sur des kyrbeis avant 461 av. J.-C. Période durant laquelle Ephialtès déplace les stèles à l’Acropole, il place les axones qui sont périssables dans le musée du Prytaneion tandis que les kyrbeis sont placés sur l’Agora, sûrement sur la Stoa Royale.

#### Ouvrages généraux
- Glotz Gustave « Chapitre XI. Athènes et les conquêtes démocratiques (de Solon à Clisthènes) », , Histoire grecque. Tome 1. sous la direction de Cohen Robert, Glotz Gustave. Presses Universitaires de France, 1986, pp. 425-483. URL : https://www-cairn-info.proxy.scd.univ-tours.fr/histoire-grecque-tome-un--9782130395874-page-425.htm
- Orrieux Claude, et Pauline Schmitt-Pantel. « Les sources », , Histoire grecque. sous la direction de Orrieux Claude, Schmitt-Pantel Pauline. Presses Universitaires de France, 2013, pp. 465-472. URL : https://www.cairn.info/histoire-grecque--9782130625698-page-465.htm

#### Ouvrages spécialisés
- Cauwet Laurent, « Les 100 mots des « Arts déco » », Laurent Cauwet éd., Les 100 mots des "Arts déco". Presses Universitaires de France, 2017, pp. 5-114. URL : https://www.cairn.info/cent-mots-des-arts-deco--9782130786504-page-5.htm
- Gervereau Laurent, « III / Sources et cas concrets », Laurent Gervereau éd., Voir, comprendre, analyser les images. La Découverte, 2020, pp. 87-159. URL : https://www.cairn.info/voir-comprendre-analyser-les-images--9782348060229-page-87.htm
- Brun Patrice, « Chapitre 7 - La vie politique », , Impérialisme et démocratie à Athènes. Inscriptions de l'époque classique, sous la direction de Brun Patrice. Armand Colin, 2005, pp. 167-208. URL : https://doi-org.proxy.scd.univ-tours.fr/10.3917/arco.brun.2005.01.0167
- Pébarthe, Christophe, Bresson, Alain, et al., “Inscriptions et régime politique : le cas athénien” L’écriture publique du pouvoir. Pessac : Ausonius Éditions, 2005. (pp. 169-182) URL : http://books.openedition.org/ausonius/9287.
- Hannick Jean-Marie, Ronald Stroud, The Axones and Kyrbeis of Drakon and Solon. In: L'antiquité classique, Tome 49, 1980. pp. 562-563. URL : https://www.persee.fr/doc/antiq_0770-2817_1980_num_49_1_1984_t1_0562_0000_2
- R. Stroud, The Axones and Kyrbeis ofDrakon and Solon, Berkeley-Los Angeles, 1979.

#### Articles
- Davis Gil, « AXONES AND KURBEIS : A NEW ANSWER TO AN OLD PROBLEM », dans Historia, Revue d’Histoire Ancienne, 2011, 35 URL : https://www.jstor.org/stable/29777246
- Robertson, N. D. : Solon’s axones and kurbeis and the Sixth-Century Background, Historia, 35, 147-176, 1986.